# Zweifarbenfälkchen
Das Zweifarbenfälkchen (Microhierax erythrogenys) ist ein Vogel aus der Familie der Falkenartigen (Falconidae).

Verbreitungsgebiet des Zweifarbenfälkchens (Microhierax erythrogenys) nach IUCN-Daten

Der Vogel ist endemisch auf den Philippinen, insbesondere Luzon, Mindanao, Mindoro und Visayas.
Das Verbreitungsgebiet umfasst offene, feuchte Waldgebiete, Lichtungen und Waldränder, in der Nähe von Flüssen, meist oberhalb von 300 bis 1200 m.

## Beschreibung
Das Zweifarbenfälkchen ist 15–18 cm groß, wiegt zwischen 37 und 52 g, die Flügelspannweite beträgt 32–37 cm. Die Geschlechter unterscheiden sich nicht in ihrer Färbung.
Die Oberseite ist durchgehend schwarz, der Nacken und Scheitel gleichfalls schwarz, Wangen, Kehl und die Unterseite sind weiß. Das ansonsten ähnliche Elsterfälkchen ist größer und hat Schwarz mit weißer Berandung an den Wangen. Die Flügel enden spitz, der Schwanz ist gerundet und mittellang. Der kräftige Schnabel hat einen deutlichen Haken, die Krallen sind relativ groß und scharf.

## Stimme
Der Ruf des Männchens wird als mehrfach wiederholter, leicht quäkender, zischender Ruf beschrieben.

## Geografische Variation
Avibase unterscheidet folgende Unterarten aufgrund von Unterschieden in der Größe:
- Microhierax erythrogenys erythrogenys (Vigors, 1831), Nominatform, – Norden der Philippinen (Luzon, Mindoro, Negros und Bohol)
- Microhierax erythrogenys meridionalis Ogilvie-Grant, 1897, – Süden der Philippinen (Samar, Leyte und Cebu bis Mindanao)

Andere sehen die Art als monotypisch.

## Lebensweise
Die Nahrung besteht hauptsächlich aus Insekten, Libellen, aber auch Eidechsen. Von festen Ansitzen aus geht er auf Jagd, kleinere Insekten und Vögel werden im Fluge, andere am Baum oder am Boden gefangen.
Die Brutzeit liegt zwischen März und Mai (bis Juni) und September bis Februar. Genistet wird in verlassenen, von Spechten oder Bartvögeln angelegten Baumhöhlen in 6 bis 10 m Höhe. Das Gelege besteht aus 3 bis 4 Eiern.

## Gefährdungssituation
Der Bestand gilt als nicht gefährdet (Least Concern).